# Łazarz II Młodszy Henckel von Donnersmarck
Łazarz II Młodszy Henckel von Donnersmarck (ur. 1573, zm. 1 października 1664 w Tarnowskich Górach) – baron i hrabia cesarstwa, pan Bytomia, Tarnowskich Gór i Bogumina.

## Życiorys
Urodził się w 1573 r. Był najstarszym synem Łazarza I i jego pierwszej żony Anny Ettinger.
Tuż po śmierci ojca uzyskał od cesarza, króla Czech i Węgier Ferdynanda II Habsburga, dokument nakazujący mieszkańcom ziemi bytomskiej i bogumińskiej przyjęcie nowego pana. Habsburg za sumę 367 tys. guldenów odsprzedał 26 maja 1629 r. prawa dziedziczne i własności do bytomskiego i bogumińskiego państwa stanowego. Uroczyste wprowadzenie Hencklów we władanie tymi ziemiami nastąpiło 28 stycznia 1632 r. Tego samego dnia potwierdził wszystkie wcześniejsze przywileje i prawa swych poddanych. Pozostając w Wiedniu, bezpośrednie rządy w śląskich włościach przekazał synom. Władzę nad Bytomiem i Tarnowskimi Górami sprawowali Gabriel i Jerzy Fryderyk.
27 stycznia 1637 r. w Wiedniu wydał dokument potwierdzający dawne i nadający nowe przywileje dla Miasteczka Śląskiego (uprzednie dokumenty uległy zniszczeniu w czasie działań wojny trzydziestoletniej). Gdy w 1639 r. tarnogórzanie poskarżyli się na stacjonujące w mieście wojska cesarskie ukarał burmistrza więzieniem, a radzie miejskiej zakazał posiedzeń pod groźbą kary 500 dukatów. Ziemie jemu podległe były w tym czasie wielokrotnie niszczone przez walczące wojska.
Cesarz Ferdynand II Habsburg nadał mu 18 grudnia 1636 r. w Ratyzbonie dziedziczną godność barona cesarstwa (niem. Reichsfreiherr) „von Donnersmarck na Gföhl i Wesendorf”. W zmienionym wówczas herbie obok herbu rodowego znalazły się godła ziem podległych Hencklom: srebrny jednorożec na błękicie symbolizował ziemię bytomską, czarny orzeł na srebrze ziemię tarnogórską, a czerwony krzyż św. Antoniego na trzech zielonych wzgórzach na złocie ziemię bogumińską. Arcyksiążę Ferdynand Karol Habsburg z Tyrolu nadał 29 lipca 1651 r. w Innsbrucku dziedziczną godność hrabiego cesarstwa (niem. Reichsgraf) z tytułem „wysoko- i dobrze urodzony” (niem. Hoch- und Wohlgeboren). Cesarz Leopold I Habsburg nadał 5 marca 1661 r. w Wiedniu dziedziczną godność czeskiego hrabiego.
Zmarł 1 października 1664 r. w Tarnowskich Górach.

## Życie prywatne
Z pierwszego małżeństwa z Marią Jakubą von Bayr (Payr), z którą zawarł ślub 7 września 1601 roku, miał trzech synów i córkę:
- Eliasz Henckel von Donnersmarck (1603-1667) - I pan Bogumina,
- Maria Magdalena Henckel von Donnersmarck (1604-1654),
- Gabriel I Henckel von Donnersmarck (1609-1666) - pan na Bytomiu,
- Jerzy VII Fryderyk Henckel von Donnersmarck (1611-1671) - pan na Tarnowskich Górach, Świerklańcu i potem także na Bytomiu.

Jego drugą żoną była Eleonora de Suarez, córka markiza Agostino de Caldano.